# آرارات مکرتچیان
آرارات یغیشی مکرتچیان (Արարատ Եղիշի Մկրտչյան؛ زادهٔ ۲۲ ژوئیهٔ ۱۹۵۳) یک پزشک و سیاستمدار اهل ارمنستان است که از تاریخ ۲۰۰۰ تا تاریخ ۲۰۰۳ در دولت آندرانیک مارگاریان سمت وزیر بهداشت ارمنستان را برعهده داشت. مکرتچیان از تاریخ ۲۰۰۳ تا تاریخ ۲۰۰۷ نماینده دوره سوم مجلس ملی جمهوری ارمنستان نیز بود.

## زندگی‌نامه
در ۲۲ ژوئیهٔ ۱۹۵۳ در آرارات، استان آرارات به دنیا آمد و از دانشگاه پزشکی دولتی ایروان فارغ‌التحصیل شد. 